# Yamaguchi Seigo
Yamaguchi Seigo  (山口 清吾; Fukuoka, 13. travnja 1924. – Tokio, 24. siječnja 1996.), japanski majstor borilačkih vještina. Izravni je učenik Moriheija Ueshibe. Nositelj je 9. Dana u aikidu.

## Životopis
Yamaguchi Seigo je rođen 13. travnja 1924. godine u Fukuoki, u Japanu. Njegov je otac bio direktor škole, što je bio razlog mladom Yamaguchiju da mnogo čita od rane dobi. Školovao se u tradicionalnoj školi Edo razdoblja. Diplomirao je na sveučilištu Hiroike Gakuen 1946. godine. Tijekom Drugog svjetskog rata Yamaguchi Seigo je služio Japanskom Carstvu u diviziji kamikaze. Srećom, rat je završio prije nego što je bio raspoređen na misiju. Vratio se kući u Fukuoku, nastavio studije i 1949. stekao kvalifikaciju za rad u vladi. 
Moriheiju Ueshibi je predstavljen 1950. godine, a u Aikikai je ušao 1951. godine. Godine 1958. poslan je u Burmu kako bi predavao aikido vojsci. Početkom 1961. godine ponovno je predavao u Hombu dojou; također je predavao u vlastitom dojou i na Meiji sveučilištu.
Prema Mitsugi Mitsugi Saotomeu, prije nego što je 1958. poslan u Burmu, bio je najplodonosniji učitelj u Hombu dojou. Mnogo je predavao u inozemstvu, posebno u Francuskoj, gdje je predavao sve do 1995. godine.
Njegovi studenti su bili Seishiro Endo, Yoshinobu Takeda, Masatoshi Yasuno i Christian Tissier.
Umro je u Tokiju, 24. siječnja 1996. godine.

## Vanjske povezice
- Seigo Yamaguchi  Arhivirana inačica izvorne stranice od 21. rujna 2020. (Wayback Machine)